# Waldfriedhof-Dornhalde
Das Gebiet Waldfriedhof-Dornhalde ist ein Landschaftsschutzgebiet in der baden-württembergischen Landeshauptstadt Stuttgart. Es wurde am 20. April 1999 von der Landeshauptstadt Stuttgart durch Verordnung ausgewiesen.

## Lage und Beschreibung
Das 149 Hektar große Landschaftsschutzgebiet liegt im Süden von Stuttgart zwischen den Stadtvierteln Heslach, Degerloch und Sonnenberg. 
Im Süden grenzt es an das Landschaftsschutzgebiet Dornhalde-Haldenwald und im Osten an das Landschaftsschutzgebiet Schimmelhüttenweg. Naturräumlich gehört es zur Stuttgarter Bucht.
Es umfasst im Wesentlichen den Waldfriedhof Stuttgart und die umgebenden Laubmischwaldbestände an der Dornhalde. Das Gebiet hat für das Stadtklima eine besondere Bedeutung, weil die naturnahmen Waldbestände für die in den Stuttgarter Kessel fließenden Kaltluftströme eine Filterwirkung haben.

## Schutzzweck
Schutzzweck des Landschaftsschutzgebietes ist laut Schutzgebietsverordnung:
1. Erhalt des beispielhaft in Oberflächenform und Vegetationszusammensetzung von der Geologie des Stuttgarter Keuperstufenrandes geprägten naturnahen Waldgebietes;
2. Erhalt und Förderung der freien Zugänglichkeit der offenen Landschaft;
3. Erhalt der Filterwirkung des Waldes für die zum "Stuttgarter Kessel" hin fließenden Kaltluftströme;
4. Erhalt der unverfüllten und unverbauten Waldklingen als landschaftstypische und lebensraumbestimmende Oberflächenausprägung;
5. Erhalt der Eigenart des im mittleren Neckarraum seltenen Landschaftsbildes des vorwiegend durch Kiefern bestimmten Hangwaldes zwischen Waldfriedhof und Nesenbach;
6. Bestandserhaltung der heimischen Vegetation entsprechend der Begriffsbestimmung des Bundesnaturschutzgesetzes insbesondere durch Förderung von Neu‑ und Nachpflanzungen der in den jeweiligen Gewannen standorttypischen Gewächse;
7. Sicherung des ökologisch optimalen Mischwaldcharakters in Altersstruktur und Artenzusammensetzung durch Beibehaltung der extensiven Bewirtschaftung;
8. Erhalt des zusammenhängenden Waldgebietes zur Sicherung ausreichender biologischer Arealgrößen als zentrales Element des Biotopverbundsystemes zwischen Heslach und Kaltental;
9. Erhalt des für Stuttgarter Verhältnisse extrem bodensauren Waldstandort 49 mit seiner typischen Strauch‑ und Pilzvegetation im bewaldeten Hang vom "Waldfriedhof' hinab zum Nesenbach;
10. Erhalt eines der Schwerpunkte der Orchideenverbreitung Stuttgarts insbesondere im Waldfriedhof und den umliegenden Waldflächen;
11. Sicherung und Wiederherstellung biologisch durchgängiger Lebensräume in den Kleinfließgewässern und Erhalt deren Eigenart als Waldgewässer;
12. Sicherung des kombinierten Lebensraumes aus Fließgewässern und laubholzreichem Mischwald für besonders geschützte Amphibienarten, insbesondere den Feuersalamander und den Bergmolch;
13. Erhalt des ökologisch wertvollen Feuchtbiotops und seines Umfeldes östlich des Dornhaldenfriedhofes mit seiner unverbauten, naturnahen Uferzone.